# Karibhornero
Karibhornero (Furnarius longirostris) är en fågel i familjen ugnfåglar inom ordningen tättingar.

## Utseende och läte
Karibhorneron är en traststor, knubbig fågel. Ovansidan är djupt roströd och undersidan ljust gulbrun, ofta med mörkare bröst. Noterbart är även vit strupe och vitt ögonbrynsstreck samt ett mörkt rödbrunt öga. Sången består av en utdragen och ljudlig fallande serie med pipiga explosiva visslingar.

## Utbredning och systematik
Karibhornero delas upp i två underarter med följande utbredning:
- F. l. longirostris – norra Colombia och nordvästra Venezuela
- F. l. endoecus – centrala Colombia och västra Venezuela

## Levnadssätt
Karibhorneron hittas i öppna miljöer, särskilt nära vatten. Fågeln är särskilt förtjust i miljöer påverkade av människan, så som kring bebyggelse, vägrenar och på huggen. Den ses vanligen promenera självsäkert på marken, men kan under sången också påträffas sittande högt i ett träd eller på en byggnad. Boet är ett imponerande kupolformat bygge av lera.

## Status och hot
Arten har ett stort utbredningsområde och tros öka i antal. Internationella naturvårdsunionen IUCN listar den därför som livskraftig (LC).